# Amanda Tapping
Amanda Tapping (ur. 28 sierpnia 1965 w Rochford, w hrabstwie Essex, w Anglii) – kanadyjska aktorka.

## Życiorys
W wieku 3 lat wraz z rodzicami przeprowadziła się do Ontario, w Kanadzie.
W serialu Gwiezdne wrota grała Samanthę Carter. Grała jedną z głównych ról w serialu Sanktuarium, którego była producentką.
Od 2004 roku mieszka ze swoim mężem Alanem Kovaczem w Vancouver, w Kolumbii Brytyjskiej. W 2005 urodziła pierwsze dziecko – córkę Oliwię.

## Filmografia
| rok       | tytuł                                   | postać                | uwagi                                    |
| --------- | --------------------------------------- | --------------------- | ---------------------------------------- |
| 1995      | Degree of Guilt                         | Marcy                 | film telewizyjny                         |
| 1995      | The Haunting of Lisa                    | Gina / anioł          | film telewizyjny                         |
| 1995      | Net Worth                               | Colleen Howe          | film telewizyjny                         |
| 1995      | Rent-A-Kid                              | pani Nicely           | film telewizyjny                         |
| 1996      | Flash Forward                           | panna Yansouni        | sitcom                                   |
| 1996      | Remembrance                             | Linda                 | film telewizyjny                         |
| 1996      | Golden Will: The Silken Laumann Story   | Kathryn Laumann       | film telewizyjny                         |
| 1996      | What Kind of Mother Are You?            | Ingrid Elstad         | film                                     |
| 1996      | Z Archiwum X                            | Carina Sayles         | odcinek Avatar                           |
| 1997      | The Donor                               | Cassie                | film                                     |
| 1997      | Podryw                                  | dr Moore              | film                                     |
| 1997–2007 | Gwiezdne wrota                          | Samantha Carter       | główna rola, 211 odcinków                |
| 1998      | Po tamtej stronie                       | Kate Girard           | odcinek The Joining                      |
| 2000      | Blacktop                                | kelnerka              | film telewizyjny                         |
| 2001      | The Void                                | prof. Eva Soderstrom  | film                                     |
| 2002      | Stuck                                   | Liz                   | film                                     |
| 2002      | Life or Something Like It (Co za życie) | Carrie Maddox         | film                                     |
| 2004      | Traffic                                 | żona właściciela domu | miniseria                                |
| 2004      | Ziemiomorze                             | Lady Elfarren         | miniseria                                |
| 2004–2005 | Proof Positive                          | prowadząca program    | wszystkie odcinki                        |
| 2005–2009 | Gwiezdne wrota: Atlantyda               | Samantha Carter       | 25 odcinków                              |
| 2007–2011 | Sanktuarium                             | Helen Magnus          | główna rola, wszystkie odcinki           |
| 2008      | Gwiezdne wrota: Arka Prawdy             | Samantha Carter       | film telewizyjny, główna rola            |
| 2008      | Gwiezdne wrota: Continuum               | Samantha Carter       | film telewizyjny, główna rola            |
| 2008      | Ghost Hunters                           | jako ona sama         | dwa odcinki                              |
| 2009–2010 | Gwiezdne wrota: Wszechświat             | Samantha Carter       | odcinki: Air: Part 1, Incursion (Part 1) |
| 2010      | Canadian Comedy Shorts                  | Mary Johnson          | odcinek Holy War Dance Party             |
| 2012      | Odzyskać Haley                          | Susan                 | film telewizyjny                         |
| 2012–2013 | Nie z tego świata                       | Naomi                 | osiem odcinków ósmego sezonu             |
| 2013      | Motyw                                   | dr Kate Robbins       | odcinek The One Who Got Away             |
| 2015      | Killjoys                                | dr Jaeger             | odcinek Kiss Kiss, Bye Bye               |
| 2016–2017 | Podróżnicy                              | Dr Perrow             | rola drugoplanowa (sezon 2)              |